# Afrique du Sud-Fidji en rugby à XV
Cet article retrace les confrontations entre l'équipe d'Afrique du Sud de rugby à XV et l'équipe des Fidji de rugby à XV. Les deux équipes se sont affrontées à trois reprises dont deux fois en Coupe du monde. Les Sud-Africains ont toujours remporté les rencontres.

## Les confrontations
Voici la liste des confrontations entre ces deux équipes :
| No | Date              | Lieu                                             | Match                  | Score   | Compétition                      |
| -- | ----------------- | ------------------------------------------------ | ---------------------- | ------- | -------------------------------- |
| 1  | 2 juillet 1996    | Loftus Versfeld Stadium, Pretoria Afrique du Sud | Afrique du Sud – Fidji | 43 – 18 | Test match                       |
| 2  | 7 octobre 2007    | Stade Vélodrome, Marseille France                | Afrique du Sud – Fidji | 37 – 20 | Coupe du monde (quart de finale) |
| 3  | 17 septembre 2011 | Westpac Stadium, Wellington Nouvelle-Zélande     | Afrique du Sud – Fidji | 49 – 3  | Coupe du monde (Poule D)         |